# John Kimbrough
John Alec Kimbrough (* 14. Juni 1918 in Haskell, Texas; † 8. Mai 2006 ebenda) war ein US-amerikanischer Footballspieler und Schauspieler.
Kimbrough besuchte die Abilene High School und anschließend Texas A&M, wo er im Footballteam für drei Spielzeiten als Fullback spielte. Beim Gewinn des Sugar Bowl 1939 um die nationale Meisterschaft gegen Tulane gelangen ihm zwei Touchdowns, ein weiterer im Jahr darauf. 1941 wurde er als zweiter Spieler von den Chicago Cardinals gedraftet. Allerdings startete er 1941 an der Seite von Tom Harmon für die New York Americans, die in der dritten American Football League spielten und zum wichtigsten Läufer des Teams wurde, nachdem Harmon das Team wegen des Militärdienstes verlassen hatte.
1942 wurde er von der 20th Century Fox für zwei Filme als Lone Ranger (nach den Stories von Zane Grey) verpflichtet, wo er in der Titelrolle George Montgomery nachfolgte. Es blieb sein einziger Ausflug ins Filmgeschäft. Während des Zweiten Weltkrieges gehörte Kimbrough dem Army Air Corps an und war Mitglied des Army-Football-All-Star-Teams, das für wohltätige Zwecke spielte.
Nach dem Krieg unterzeichnete er 1946 einen Vertrag bei den Los Angeles Dons, die in der kurz zuvor gegründeten AAFC aufliefen. Nach drei Spielzeiten kehrte Kimbrough mit seiner Frau, die er 1941 geheiratet hatte, in seine Heimatstadt zurück und arbeitete auf der eigenen Ranch. Von 1953 bis 1955 war er kurzzeitig in der Politik als Mitglied des texanischen Parlaments.

## Auszeichnungen
- 1954: College Football Hall of Fame
- 1958: Texas Sports Hall of Fame